# True (альбом Spandau Ballet)
True — третий студийный альбом британской группы Spandau Ballet, изданный 4 марта 1983 года на лейбле Chrysalis Records. После выхода второго альбома автор песен/гитарист группы Гэри Кемп понял, что аудитория ночных клубов, которую они изначально хотели привлечь, потеряла к ним интерес, отчасти из-за перехода группы от танцевальной музыки к поп-музыке. Он больше не чувствовал себя обязанным продолжать писать для них музыку и переключил своё внимание на влиятельных представителей соул и R&B, таких как Марвин Гэй и Эл Грин, для этого альбома. Кемп решил, что вновь обретённый интерес товарища по группе Стива Нормана к саксофону хорошо подойдёт для того звучания, к которому он стремился, как и решение записать большую часть альбома в Compass Point Studios на Багамах.
После неудачной попытки начать работу над альбомом с продюсером Тревором Хорном, группа опробовала свои рабочие отношения с Тони Суэйном и Стивом Джолли (из дуэта Jolley & Swain) во время записи первого сингла «Lifeline» и решила выпускать альбом вместе с ними. «Lifeline» стал хитом первой десятки в UK Singles Chart, а его продолжение, «Communication», также добилось успеха. Альбом стал доступен, когда второй сингл поднялся в чартах, а ошеломляющая реакция на заглавный трек заставила выпустить его в качестве третьего сингла с альбома, в результате чего он четыре недели был самой популярной песней в Великобритании. Она также стала их первой песней, попавшей в Billboard Hot 100 в США, где заняла четвёртое место. Четвёртый сингл, «Gold», достиг второго места в Великобритании, но в США поднялся лишь до 29-го, что Кемп объяснил внутренними конфликтами на звукозаписывающем лейбле, которые отвлекали его от продвижения группы.
В чартах альбомов True достиг первого места в Великобритании и 19-го в США, а также имел успех во многих других странах. Менее чем через три месяца после выхода альбом получил платиновую сертификацию за продажи в 300 000 экземпляров в Великобритании. Большинство критиков сочли альбом приятным, но были и те, кому он чем-то или чем-то не понравился. Выбор костюмов для фотографий на альбоме и клипа «True», по мнению критиков, ввёл американскую аудиторию в заблуждение, представив её слишком чистоплотной, чтобы предложить что-то ещё, кроме соул-баллад, как в заглавной песне.

## Предыстория
Когда Spandau Ballet только образовались, их гитарист и автор песен Гэри Кемп знал о том, как предыдущие поколения британской молодёжной культуры представляли свои группы, такие как моды, The Who и Small Faces:9:09. Он хотел, чтобы люди ассоциировали Spandau с модной клиентурой популярной лондонской тусовки по вторникам под названием Blitz, и писал песни, похожие на то, что там играли, что он описывал как «белую европейскую танцевальную музыку».
Менеджер группы Стив Даггер предложил продюсерам Тони Суэйну и Стиву Джолли, которые недавно добились успеха с Bananarama, послушать несколько песен Кемпа, планируя попросить их спродюсировать первый сингл с нового альбома, чтобы убедиться, что у них сложились хорошие рабочие отношения с группой. Хотя Суэйн склонялся к «Communication» как к лучшему варианту для следующей хитовой песни, Джолли настоял, чтобы они поработали над «темповой, более очевидной попсовой песней» «Lifeline». Группа была указана вместе с Джолли и Суэйном как продюсеры «Lifeline» и будет также включена в альбом.
«Lifeline» была записана на студии Red Bus в Паддингтоне, пока Spandau Ballet знакомились со своими новыми продюсерами, но над остальными частями альбома они работали на студии Compass Point Studios на Багамах, поскольку там записывалась соул-музыка, а Кемп считал, что тропическая обстановка поможет придать музыке то ощущение, которого он хотел добиться. Группа репетировала перед поездкой туда, а вокалист Тони Хэдли записал свой вокал на Red Bus после возвращения.

## Обложка
Гэри Кемп попросил художника обложек группы Altered Images Дэвида Бэнда поработать со Spandau Ballet над дизайном нового альбома. Поскольку во время попыток ухаживать за солисткой группы Altered Images Клэр Гроган у обоих начался взлёт карьеры, они несколько раз вместе с Дэвидом отправлялись в поход в английский Озёрный край, чтобы скрыться от общего внимания. Кемп вспоминал: «Мы впервые начали вместе придумывать обложку для альбома True, когда были в горах, в одном из пабов, как-то вечером. Он рисовал в своём скетчбуке, и появился голубь, этот маленький голубь». Позже он добавил к нему очертания мужской головы в шляпе, которая понравилась группе; этот вариант был использован для обложки сингла «True». Его работы были названы «маркером стиля того времени, стиля с влиянием джаза, который также можно было увидеть в преувеличенном виде в стиле New Romantic». Кемп приписывает ему «умение придумывать простую, образную графику, которая задавала визуальный тон десятилетия». В 2012 году он сказал The Herald:

Я чувствовал, что Дэвид настраивается на что-то визуальное и графическое, что и так витало в воздухе. Но он был первым, кто это сделал. Дэвид задал тон определённому образу. Многие люди подхватили его. Он создавал что-то новое, что вдохновляло всех.

## Релиз и коммерческий успех
True был выпущен 4 марта 1983 года и 9 марта получил серебряный сертификат Британской фонографической индустрии за достижение порога в 60 000 единиц продаж. 12 марта альбом вошёл в чарт альбомов Великобритании UK Albums Chart и продержался в нём 90 недель, из которых одну неделю был на первом месте. Золотой сертификат за достижение 100 000 экземпляров был выдан 11 апреля, а платиновый (300 000 экземпляров) — в следующем месяце, 23 мая. Альбом также достиг первого места в Нидерландах и Новой Зеландии и хорошо показал себя в других странах. В США альбом дебютировал в чарте Top LPs & Tapes журнала Billboard в номере от 14 мая 1983 года и достиг своей вершины на 19 месте в свою 37 неделю.
В честь своего 20-летия ремастированная версия True была выпущена 29 апреля 2003 года в виде одного CD с оригинальными восемью треками, а также клипом на песню «Gold» и некоторыми домашними видеозаписями группы. Оригинальный 8-трековый альбом был также издан в 2003 году на супер-аудио CD высокого разрешения в формате Hybrid SACD (только в стерео). В 2008 году альбом бесплатно раздавался вместе с экземплярами газеты Daily Mail. В июне 2010 года было выпущено специальное издание на 2 CD и DVD в рамках серии переизданий 2010 Spandau Ballet, включающее ремастированные 12″ ремиксы и B-сайды, а также живой концерт.

## Отзывы
| Оценки критиков               | Оценки критиков |
| Источник                      | Оценка          |
| ----------------------------- | --------------- |
| AllMusic                      | [ 24 ]          |
| Record Mirror                 | [ 25 ]          |
| The Rolling Stone Album Guide | [ 26 ]          |
| Smash Hits                    | 7+1⁄2/10        |

Альбом получил положительные отзывы музыкальной критики и интернет-изданий. Журнал Billboard дал альбому положительную рецензию после его выхода в США, отметив, что «Pleasure» и «Code of Love» «несут в себе свежее ощущение новой музыки, но при этом обязаны ритмам эпохи свинга, даже MOR». Большинство рецензентов того времени, однако, сдерживали свои похвалы. Парке Путербо из журнала Rolling Stone написал: «При прослушивании True можно закрыть глаза и почти представить, что Spandau Ballet не имеют никакого отношения к одежде, макияжу или любым псевдособытиям, связанным с показом мод», и заключил, что альбом был «гладко выполненной, удивительно впечатляющей записью, и долгожданным доказательством того, что кучка модников может занять высокое место и в музыкальном плане».

Дон Маккей из Rip It Up также подытожил свои комментарии ссылкой на историю их весталок: «Хотя до глубокого смысла ещё далеко, результат в целом достаточно приятен, а такие треки, как „Communication“, „Lifeline“ и „Foundation“, по крайней мере, доказывают, что Балет действительно умеет танцевать. Возможно, в старых лошадках ещё есть жизнь». Айра Роббинс из журнала Trouser Press также назвал «Communication» и «Lifeline» яркими моментами альбома, добавив: «Остальные шесть треков не столь примечательны, но, по крайней мере, не вызывают возражений и не отталкивают». Дэйв Риммер из Smash Hits признал, что «здесь нет ничего такого ужасного, как, скажем, '[She Loved Like] Diamond', но, с другой стороны, нет ничего такого блестящего, как „Chant No. 1“. True менее интересен, чем предыдущие пластинки Spandau, но гораздо более приятен». Бетти Пейдж из Record Mirror предупредила:
Заходите в True со свободным от предубеждений умом, и вы погрязнете в сливочном, мечтательном фанке с удовлетворительно закругленными краями. Обратите циничный взгляд на то, с кем вы имеете дело и откуда они пришли, и вы найдете много пушечного мяса.
Гэвин Мартин из New Musical Express написал длинную, язвительную рецензию на альбом, которую открыл, назвав группу «скользкой» и «вкрадчивой» с «оппортунистическими, смутно плагиаторскими прихотями и потаканиями». Он назвал альбом «молочным фанковым отстоем», «безвкусной бесплодной слизью» и «унылым выхолащиванием». Что касается написания песен Кемпом, он написал:
Несмотря на все разговоры о внутренней силе и торжествах светской жизни в других местах, музыка получилась черствой и жесткой с фоновой линией, которая довольно скрежещет там, где она должна быть яркой и энергичной. Как поп-группа Spandau слишком пешеходны, слишком увязли в своем собственном самодовольном мире, чтобы дать острый/возмущенный/творческий взгляд на время; а как «соул» группа, ну, они никого не обманывают.

Ретроспективные отзывы были неоднозначными. Пол Эванс написал краткий обзор большей части их дискографии в The Rolling Stone Album Guide и дал True три звезды из пяти без особых рекомендаций. А в том его хвалебном отзыве он отметил: «Тони Хэдли разработал манеру вокала, которая соединила тяжёлый драматизм Брайана Ферри с лаунж-актёрским „чувством“ Гэри Пакетта или плохого Бобби Дарина». Из всех их альбомов, заключил он, «True остаётся жутко увлекательным». Дэн ЛеРой из AllMusic похвалил «растущее мастерство гитариста Гэри Кемпа, основного автора песен группы, который создал набор мелодий, нацеленных прямо на чарты». Однако, как и Риммер, он не нашёл ничего столь же интересного, как их предыдущие британские хиты:
Некоторые слушатели в то время называли альбом распродажей MOR, но перед его гладкими поверхностями по-прежнему трудно устоять, и хотя ни одна из композиций не вызывает такого восторга, как синглы прошлых лет, такие как «To Cut a Long Story Short» или «Chant No. 1», True остается самым последовательным и лучшим альбомом Spandau Ballet.

## Синглы
Выбранная Тони Суэйном и Стивеном Джолли для пробы в качестве продюсеров песня «Lifeline» стала первым синглом с альбома и дебютировала в UK Singles Chart от 2 октября 1982 года. За 9 недель своего пребывания там она достигла своей вершины на 7-м месте и попала в поп-чарты других стран. В США она «проскочила» под Hot 100 журнала Billboard до 108-го места и оказалась в паре с «Communication», когда появилась в чарте Dance/Disco Top 80. Появление в чартах США совпало с показом клипа на MTV весной 1983 года. Мнения критиков разделились: одни сочли песню безвкусной, другие оценили вокал в стиле R&B.
В апреле 1983 года заглавная песня («True») начала 15-недельное шествие по британскому чарту синглов UK Singles Chart и провела четыре недели на первом месте. Она также заняла первое место в Канаде и Ирландии и попала в десятку лучших в нескольких других странах, включая США, где заняла четвёртое место в Hot 100 и провела неделю на первом месте в чарте Billboard Adult Contemporary. Сингл получил различные отзывы критиков, некоторые из которых сочли его безупречным, а другим он не понравился. Хэдли считал, что их выбор надеть костюмы для клипа создал у американской аудитории неверное первое впечатление, поскольку «True» сильно отличался от хитов, которые они исполняли в других странах:21:37.
«Gold» стал четвёртым британским синглом с альбома и провёл в поп-чарте девять недель, из которых две — на втором месте. Хотя он попал в десятку лучших в нескольких других странах, в США он занял лишь 29-е место. В клипе чередовались кадры исполнения песни группой с сюжетной линией, в которой Хэдли играл персонажа, бродящего по залитым солнцем улицам и окраинам Кармоны (Испания), в поисках частей, составляющих золотую головоломку. Критики снова разошлись во мнениях: одни выразили одобрение, другие — презрение.

## Последствия
Двадцать девятое место в чарте Hot 100, показанное синглом «Gold» в США, стало первым сигналом для Кемпа, что лейбл Chrysalis America не продвигает их. «Communication» достиг лишь 59-го места в США в 1984 году, а «Only When You Leave», первый сингл со следующего альбома Parade, стал их последним попаданием в Hot 100, достигнув максимума на 34-й позиции в том же году. Кемп был недоволен и этими показателями и обвинил в низких местах предполагаемый конфликт между основателями Chrysalis Крисом Райтом и Терри Эллисом, отвлекавший их от промоушена. Райт отказался лицензировать группу на более крупный лейбл в США, поэтому группа обратилась за юридической помощью, чтобы расторгнуть контракт. Неудачные результаты в чартах США заставили Spandau Ballet уйти из Chrysalis на CBS Records, которая выпустила продолжение Parade, альбом Through the Barricades, в 1986 году.
Хэдли считал, что неспособность группы поддержать интерес американской публики была вызвана несколькими другими факторами, работавшими против них, в первую очередь тем, что их большой американский хит сильно отличался от того, что они уже успели сделать в других странах. Кемп сказал в интервью перед выходом «Gold» в США, что он надеется, что это даст американцам более сбалансированное представление о Spandau Ballet. Хотя некоторые американские посетители концертов знали их старые песни, он надеялся, что их предстоящий тур по США покажет остальным, что «True» — это не та песня, которую они обычно исполняют.
Кемп сказал Creem в 1984 году, что он продолжит писать для более широкой аудитории, которую Spandau Ballet приобрели благодаря «True», но он не будет выпускать альбомы, которые звучат как предыдущие, только потому, что они хорошо продаются. Но, подобно тому, как в 1981 году у него развился творческий кризис после того, как «Chant No. 1» стал самым продаваемым синглом группы, наличие первого номера в Великобритании оказало давление на Кемпа в плане создания большего количества хитов, попавших в чарты, и заставило его чувствовать, что группа всегда будет оценивать его будущие работы по «True». Когда альбом Through the Barricades и его синглы провалились в чартах США, Кемп упрекнул себя за то, что исследовал так много жанров, а не просто пытался написать больше хитовых песен, которые были бы имитацией «True».

## Список композиций
Слова и музыка всех песен — Гэри Кемпом.
| №  | Название             | Длительность |
| -- | -------------------- | ------------ |
| 1. | «Pleasure»           | 3:35         |
| 2. | «Communication»      | 3:40         |
| 3. | «Code of Love»       | 5:11         |
| 4. | «Gold»               | 4:51         |
| 5. | «Lifeline»           | 3:36         |
| 6. | «Heaven Is a Secret» | 4:27         |
| 7. | «Foundation»         | 4:08         |
| 8. | «True»               | 6:30         |

## Чарты
| Чарт (1983)                      | Высшая позиция |
| -------------------------------- | -------------- |
| Австралия (Kent Music Report)    | 4              |
| Великобритания (UK Albums Chart) | 1              |
| Германия (Offizielle Top 100)    | 8              |
| Канада (RPM Top Albums/CDs)      | 8              |
| Нидерланды (Album Top 100)       | 1              |
| Новая Зеландия (RMNZ)            | 1              |
| США (Billboard 200)              | 19             |
| Швеция (Sverigetopplistan)       | 13             |

| Чарт (1983)                        | Позиция |
| ---------------------------------- | ------- |
| Австралия (Kent Music Report)      | 10      |
| Великобритания (UK Albums, Gallup) | 6       |
| Германия (Offizielle Top 100)      | 21      |
| Канада (Top Albums/CDs; RPM)       | 46      |
| Нидерланды (Album Top 100)         | 6       |
| Новая Зеландия (RMNZ)              | 3       |

## Сертификация
| Регион                                                      | Сертификация | Продажи  |
| ----------------------------------------------------------- | ------------ | -------- |
| Великобритания (BPI)                                        | Платиновый   | 300 000^ |
| Германия (BVMI)                                             | Золотой      | 250 000^ |
| Испания (PROMUSICAE)                                        | Золотой      | 50 000^  |
| Нидерланды (NVPI)                                           | Платиновый   | 100 000^ |
| Новая Зеландия (RMNZ)                                       | Платиновый   | 15 000^  |
| Швеция (GLF)                                                | Золотой      | 50 000^  |
| ^ Данные о тиражах приведены только на основе сертификации. |              |          |